# Financování volební kampaně v Česku
Na financování volebních kampaní v České republice se mohou podílet politické strany, hnutí nebo koalice, fyzické i právnické osoby. Na správnost financování volební kampaně dohlíží Úřad pro dohled nad hospodařením politických stran a politických hnutí. Podle zákona se výdaji na volební kampaň rozumí součet všech peněžních prostředků nebo jiných plnění ocenitelných v penězích, které kandidující politická strana, politické hnutí, koalice nebo nezávislý kandidát vynaloží na úhradu nákladů volební kampaně. 

## Volební účet
Po dobu voleb je politická strana, politické hnutí, koalice nebo nezávislý kandidát kandidující v daných volbách povinna mít zřízen transparentní volební účet a to do 5 dnů od vyhlášení voleb. Volební účet musí být veden u banky, spořitelního a úvěrního družstva nebo u zahraniční banky, která má pobočku umístěnu na území České republiky. Peněžní prostředky uložené na volebním účtu lze použít pouze na financování volební kampaně. Po skončení voleb se veškeré nevyužité peněžní prostředky převedou v případě nezávislého kandidáta na veřejně prospěšný účel jeho výběru, v ostatních případech na účet dané politické strany nebo hnutí. 

## Třetí osoba
Zákon ve volební kampani počítá i s tzv. třetí osobou, osobou která se hodlá podílet na volební kampani buď s vědomím kandidujícího subjektu, v takovém případě se vynaložené prostředky počítají do celkových výdajů na volební kampaň, v opačném případě je stanoven zvláštní limit pro výdaje této třetí osoby. Registrovanou třetí osobou se rozumí fyzická nebo právnická osoba, která je zapsána ve zvláštním registru spravovaném Úřadem. Je povinna mít zřízen transparentní volební účet a oznámit adresu internetových stránek s přístupem do tohoto účtu. 

## Zveřejnění údajů o financování volební kampaně
Kandidující politická strana, politické hnutí, koalice nebo nezávislý kandidát zajistí přístup k volebnímu účtu a do 90 dnů od vyhlášení celkových výsledků voleb zveřejní zprávu o financování volební kampaně způsobem umožňujícím dálkový přístup na jejich internetových stránkách. 

## Volby do Poslanecké sněmovny a Senátu
Financování volební kampaně těchto voleb je upraveno v zákoně č. 247/1995 Sb. Zákon o volbách do Parlamentu České republiky. Výdaje pro volby do Poslanecké sněmovny nesmí přesáhnout částku 90 milionů Kč vč. DPH a výdaje třetí osoby nesmí přesáhnout částku 1 800 000 Kč vč. DPH.
Pro volby do Senátu je limit stanoven na částku 2 000 000 Kč vč. DPH za každého kandidáta, koná-li se pouze první kolo a 2 500 000 Kč vč. DPH, koná-li se první i druhé kolo. Pro třetí osobu platí 40 000 Kč vč. DPH pro každý volební obvod při konání pouze prvního kola a částku 50 000 Kč vč. DPH při konání obou kol.

### Volby do Poslanecké sněmovny 2017
| Politická strana, hnutí nebo koalice | Výdaje na kampaň v Kč | Podíl hlasů |
| ------------------------------------ | --------------------- | ----------- |
| ANO 2011                             | 84 534 793,66         | 29,64 %     |
| ODS                                  | 82 693 738,33         | 11,32 %     |
| Piráti                               | 16 265 653,03         | 10,79 %     |
| SPD                                  | 33 162 560,00         | 10,64 %     |
| KSČM                                 | 35 433 165,93         | 7,76 %      |
| ČSSD                                 | 85 359 532,73         | 7,27 %      |
| KDU-ČSL                              | 55 620 782,00         | 5,80 %      |
| TOP 09                               | 74 843 966,39         | 5,31 %      |
| STAROSTOVÉ a NEZÁVISLÍ               | 56 728 842,00         | 5,18 %      |
| Celkem                               | 524 643 034,07        | 93,71 %     |

### Volby do Poslanecké sněmovny 2021
| Politická strana, hnutí nebo koalice | Výdaje na kampaň v Kč | Podíl hlasů |
| ------------------------------------ | --------------------- | ----------- |
| SPOLU                                | 89 773 505,08         | 27,79 %     |
| ANO 2011                             | 87 618 996,62         | 27,12 %     |
| PIRÁTI a STAROSTOVÉ                  | 81 337 980,42         | 15,62 %     |
| SPD                                  | 75 939 166,10         | 9,56 %      |
| Přísaha                              | 43 820 819,80         | 4,68 %      |
| ČSSD                                 | 54 380 892,21         | 4,65 %      |
| KSČM                                 | 31 677 969,89         | 3,60 %      |
| Trikolora Svobodní Soukromníci       | 31 172 191,62         | 2,76 %      |
| Celkem                               | 495 721 521,74        | 95,78 %     |

## Volby prezidenta republiky
Financování volební kampaně na prezidenta republiky je upraveno v zákoně č. 275/2012 Sb. Zákon o volbě prezidenta republiky. Výdaje nesmí přesáhnout částku 40 milionů Kč včetně DPH při konání pouze prvního kola voleb a částku 50 000 000 Kč vč. DPH při konání prvního i druhého kola Voleb prezidenta republiky. Limit u výdajů registrované třetí osoby je 800 000 Kč respektive 1 000 000 Kč. 

### Volby prezidenta republiky 2018
| Kadidát            | Výdaje na kampaň v Kč | Podíl hlasů 1. kolo |
| ------------------ | --------------------- | ------------------- |
| Miloš Zeman        | 22 714 770,23         | 38,56 %             |
| Jiří Drahoš        | 49 971 921,50         | 26,60 %             |
| Pavel Fischer      | 8 381 710,82          | 10,23 %             |
| Michal Horáček     | 39 882 987,43         | 9,18 %              |
| Marek Hilšer       | 1 828 347,04          | 8,83 %              |
| Mirek Topolánek    | 18 097 518,60         | 4,30 %              |
| Jiří Hynek         | 731 946,92            | 1,23 %              |
| Petr Hannig        | 0,00                  | 0,56 %              |
| Vratislav Kulhánek | 7 373 542,03          | 0,47 %              |
| Celkem             | 148 982 744,57        | 99,96 %             |

### Volby prezidenta republiky 2023
| Kandidát        | Výdaje na kampaň v Kč | Podíl hlasů 1. kolo |
| --------------- | --------------------- | ------------------- |
| Petr Pavel      | 44 252 577,49         | 35,40 %             |
| Andrej Babiš    | 22 512 566,35         | 34,99 %             |
| Danuše Nerudová | 36 737 995,39         | 13,92 %             |
| Pavel Fischer   | 6 106 248,13          | 6,75 %              |
| Jaroslav Bašta  | 17 812 368,99         | 4,45 %              |
| Marek Hilšer    | 1 849 630,63          | 2,56 %              |
| Karel Diviš     | 7 944 773,80          | 1,35 %              |
| Tomáš Zima      | 5 526 978,48          | 0,55 %              |
| Celkem          | 142 743 139,26        | 99,97 %             |

Vysvětlivky
1. 1 2  Použity neoficiální údaje z důvodu neodevzdání finančních zpráv těchto kandidátů. Informace k 28.4.2023 [14]

## Volby do zastupitelstev krajů
Pojednává o nich zákon č. 130/2000 Sb. Zákon o volbách do zastupitelstev krajů. Celkové výdaje politické strany, politického hnutí nebo koalice na volební kampaň nesmí přesáhnout částku, která odpovídá násobku 7 000 000 Kč vč. DPH a počtu krajů, v nichž byla zaregistrována její kandidátní listina pro volby do zastupitelstev krajů. Do této částky se započítávají částky, které kandidující politická strana, politické hnutí, koalice nebo jejich kandidát uhradili nebo mají uhradit, včetně částek, které s jejich vědomím uhradily nebo se za ně zavázaly uhradit třetí osoby. Třetí osoba nesmí vynaložit na kampaň větší částku než násobek 140 000 Kč vč. DPH a počtu krajů, ve kterých je třetí osoba registrována. 

## Volby do Evropského parlamentu
Zákon č. 62/2003 Sb. Zákon o volbách do Evropského parlamentu. Výdajový limit stanoven na 50 000 000 Kč vč. DPH, pro třetí osobu na částce 1 000 000 Kč vč. DPH. 

## Volby do zastupitelstev obcí
V zákoně č. 491/2001 Sb. Zákon o volbách do zastupitelstev obcí není stanoveno žádné omezení pro financování volební kampaně. Toto se týká i voleb do Magistrátu hlavního města Praha. 